# Margarita Magaña
Margarita Magaña Amillategui (née le 25 juillet 1979 à Huatabampo) est une actrice mexicaine.

## Biographie
Margarita Magaña commence sa carrière à 15 ans dans l'émission El Club de Gaby, elle entre peu de temps après au Centro de Educación Artística pour devenir actrice. En 1995, Magaña a sa première opportunité de participer à un feuilleton télévisé María la del barrio. Elle a son premier grand rôle avec La primera noche en 1998. Elle tient son premier rôle antagoniste dans Por tu amor en 1999.
Après la série Lo que la vida me robó en 2014, elle décide de moins travailler comme actrice de télévision pour se consacrer à sa famille, développe une gamme de cosmétiques et devient influenceuse.

## Vie privée
Elle est la fille d'Antonio Magaña et Margarita Amillategui, elle a pour frères et sœur Antonio (son seul aîné), Carlos Fernando et Claudia
Après avoir signé un contrat avec  Televisa, elle rencontre l'acteur Mauricio Aspe, avec qui elle fut mariée de 1999 à 2004 et a une fille nommée Shakti née en 2000.
En 2004, Magaña rencontre Adalberto Palma, footballeur professionnel de 2002 à 2010, avec qui elle a une autre fille nommée Constanza en 2012 puis un fils Mateo né en 2015. En 2016, elle s'installe à Mérida, où elle a vécu de cinq à quatorze ans.

## Filmographie
Telenovelas
- 1995-1996 : María la del barrio (7 épisodes)
- 1997-1998 : Mi pequeña traviesa (99 épisodes)
- 1998-1999 : Camila (90 épisodes)
- 1999 : Por tu amor (3 épisodes)
- 2001-2002 : El juego de la vida (182 épisodes)
- 2002-2003 : Las vías del amor (46 épisodes)
- 2006 : La verdad oculta (96 épisodes)
- 2008-2009 : Un gancho al corazón (13 épisodes)
- 2010-2011 : Teresa (147 épisodes)
- 2013-2014 : Lo que la vida me robó (127 épisodes)
- 2017-2018 : Me declaro culpable (21 épisodes)
- 2020 : Vencer el miedo (47 épisodes)
- 2023 : Amar a Morir

Cinéma
- 1998 : La primera noche